# Adalbert Schmidt
Adalbert Schmidt (* 12. Juli 1906 in Wien; † 9. November 1999 in Eferding bei Linz) war ein österreichischer Germanist und Hochschullehrer.

## Leben
Schmidt, Sohn eines Ministerialrats, war ein Wiener mit sudetendeutschen und ungarischen Vorfahren. 1930 wurde er mit einer Arbeit über Wilhelm Holzamer beim Germanisten Paul Kluckhohn (1886–1957) promoviert. In den 1930er Jahren arbeitete Schmidt für Radio Wien, gestaltete „Bücherstunden“ und war in der Volksbildung tätig, vor allem für die Wiener Urania.
Als Verlagslektor beim Sudetendeutschen Verlag Franz Kraus in Reichenberg (Liberec) zeichnete Schmidt für die literarischen Beilagen der Sudetendeutschen Tageszeitung verantwortlich und schrieb Theaterberichte für deutschnationale Zeitungen, etwa die Wiener Neuesten Nachrichten. Im Wiener Adolf Luser Verlag gab Schmidt zwischen 1934 und 1936 gemeinsam mit Hans Bruneder und (bis 1935) Hugo Ellenberger die Zeitschrift Lebendige Dichtung – österreichische Monatshefte für deutsches Schrifttum heraus.
Nachdem er am 7. Juni 1938 die Aufnahme in die NSDAP beantragt hatte und rückwirkend zum 1. Mai aufgenommen worden war (Mitgliedsnummer 6.125.099), habilitierte er sich 1939 mit einer Arbeit über Helfrich Peter Sturz. Anschließend war er Herausgeber der Ostmarklyrik sowie eines Sudetendeutschen Lyrikbuches.
Während des Zweiten Weltkriegs war er im Militärdienst und danach in Kriegsgefangenschaft. Seine Schriften Die sudetendeutsche Dichtung der Gegenwart (Kraus, Reichenberg 1938), Sudetendeutsches Lyrikbuch (Kraus, Reichenberg 1939) und Ostmark-Lyrik (Luser, Wien 1939) wurden in der Sowjetischen Besatzungszone auf die Liste der auszusondernden Literatur gesetzt.
Später wurde Schmidt zunächst Lektor an der theologischen Fakultät in Salzburg, dann Bezirksschulinspektor für Berufsschulen. Eine zweite Habilitation zum Thema „Wege und Wandlungen moderner Dichtung“ (1964) öffneten Schmidt den Weg zur späten Professur an der im Ausbau befindlichen Universität Salzburg, eine Position, die er von 1966 bis 1976 innehatte. Schmidts Antrittsvorlesung war Adalbert Stifters „Sanftem Gesetz“ gewidmet.
Schmidts Literaturgeschichte unserer Zeit (1968) und Dichtung und Dichter Österreichs im 19. und 20. Jahrhundert (1964) galten lange als Standardwerke.
Für Herbert Arlt war Schmidts Beitrag zu einer Geschichtsschreibung einer österreichischen Literatur (in Abgrenzung zu Literatur aus Deutschland) nicht am Material gebildet, sondern den Zeitumständen geschuldet: Österreich wollte nicht in der Verantwortung der NS-Verbrechen stehen. Er schreibt „insbesondere die Wende von Josef Nadler, Adalbert Schmidt, Heinz Kindermann und anderen von einer nationalsozialistischen Darstellung zu einer Verfechtung einer Existenz einer österreichischen Literatur mehr den Zeitumständen geschuldet angesehen wurde als einer gegenstandsorientierten literatur- und sprachwissenschaftlichen Arbeit“.
Nach seiner Emeritierung lebte er in Eferding bei Linz.

## Familie
Adalbert Schmidt ist der Vater der österreichischen Malerin Hanna Scheriau.

## Veröffentlichungen (Auswahl)
Als Autor
- Lyrische Stimmen aus Österreich. Zu den Gedichtbänden von Richard Billinger, Hans Leifhelm, Max Mell, Ernst Scheibelreiter und Guido Zernatto. In: Urania. Zeitschrift und Mitteilungsblatt des Volksbildungshauses Wiener Urania, N.F. 1= Band 25 (1934), Heft 13 vom 30. März 1934, S. 183–185.
- Die sudetendeutsche Dichtung der Gegenwart. Kraus, Reichenberg 1938.
- Sudetendeutsches Lyrikbuch. Kraus, Reichenberg 1939.

Als Herausgeber
- Ostmark-Lyrik der Gegenwart. Adolf Luser Verlag, Wien, Leipzig 1939.
- Hermann Bahr: Briefwechsel mit dem Vater. Bauer, Wien 1972 (mit Nachwort und Register).